# 1 − 2 + 3 − 4 + ...

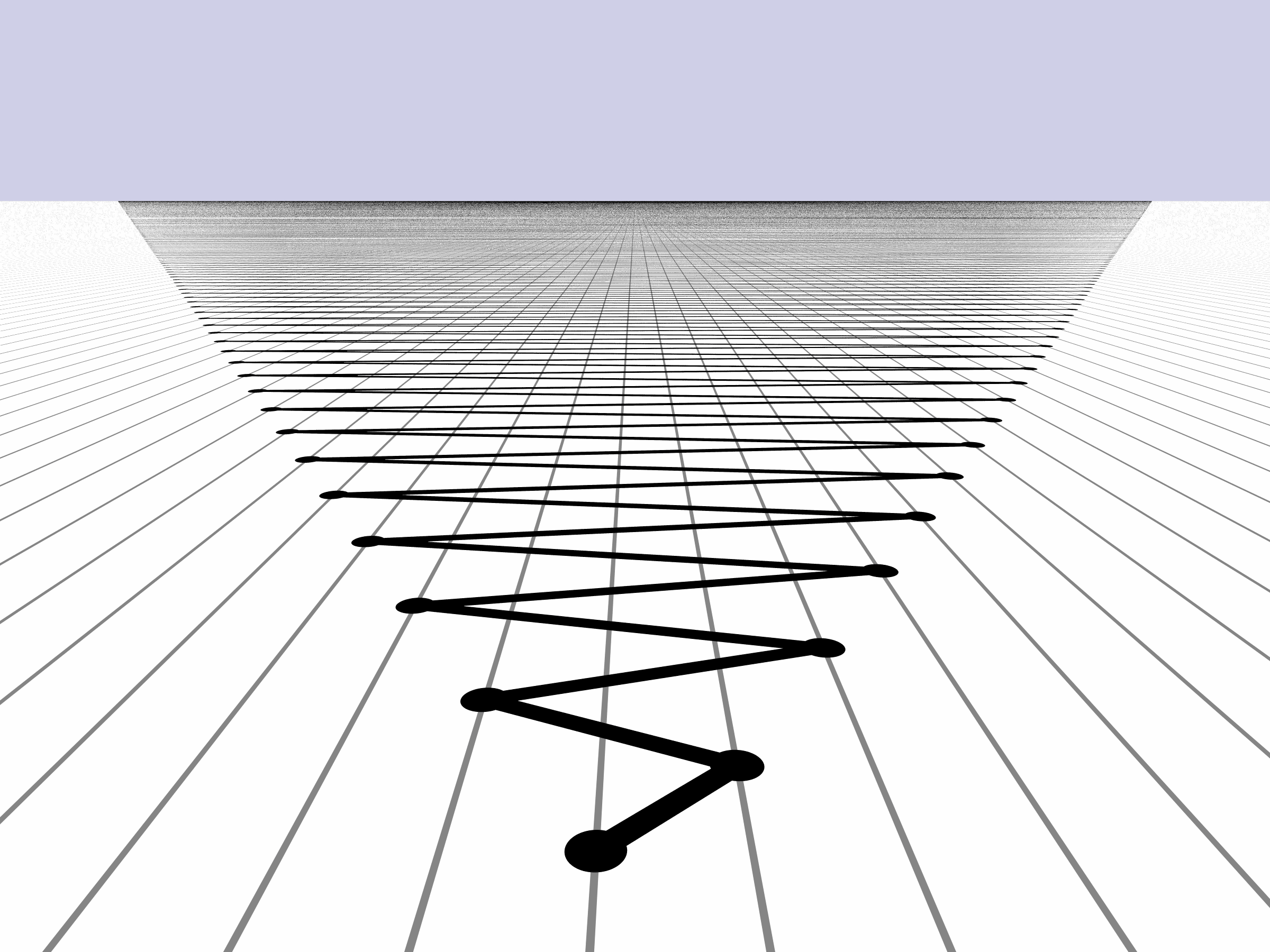
Els primers milers de termes i sumes parcials d'1 − 2 + 3 − 4 + ...

En matemàtiques, l'expressió 1 − 2 + 3 − 4 + … és una sèrie matemàtica infinita, els termes de la qual són els nombres enters positius que alternen els seus signes. Utilitzant la notació matemàtica per a sumatoris, la suma dels m primers termes de la sèrie s'expressa com a:
{\displaystyle \sum _{n=1}^{m}n(-1)^{n-1}}
És una sèrie divergent, en el sentit que la successió de les sumes parcials (1, −1, 2, −2, ...) no té cap límit finit. En forma equivalent es diu que 1 − 2 + 3 − 4 + ... no té cap suma.
Malgrat tot, a mitjans del segle xviii, Leonhard Euler planteja la relació següent qualificant-la de paradoxal:
{\displaystyle 1-2+3-4+\cdots ={\frac {1}{4}}}
No serà fins molt de temps després que s'aconsegueix donar una explicació rigorosa d'aquesta equació. Fins al començament de la dècada del 1890, Ernesto Cesàro i Émile Borel, entre d'altres, investigaren mètodes ben definits per a trobar sumes generalitzades de les sèries divergents, incloses noves interpretacions dels intents realitzats per Leonhard Euler. Molts d'aquests mètodes anomenats de sumació assignen a (1 − 2 + 3 − 4 + ...) una "suma" de ¼. El mètode de suma de Cesàro és un dels pocs mètodes que no suma la sèrie 1 − 2 + 3 − 4 + …, i per això aquesta sèrie és un exemple d'un cas en què s'ha d'utilitzar un mètode més robust com ara el mètode de sumació d'Abel.
La sèrie 1 − 2 + 3 − 4 + ... es troba relacionada amb la sèrie de Grandi 1 − 1 + 1 − 1 + ... Euler analitzà aquestes dues sèries com a casos especials de (1 − 2n + 3n − 4n + ...) per a valors de n arbitraris, una línia d'investigació que estén la seva contribució al problema de Basilea i condueix a les equacions funcionals del que es coneix actualment com a funció eta de Dirichlet i la funció zeta de Riemann.

## Divergència
Els termes de la sèrie, (1, −2, 3, −4, ...), no s'aproximen al 0; per tant la sèrie 1 − 2 + 3 − 4 + ... divergeix segons el test del terme. Com a base de les anàlisis en seccions subsegüents, és útil analitzar la divergència en un nivell més fonamental. Per definició, la convergència o divergència d'una sèrie infinita es determina analitzant la convergència o divergència de la successió de les sumes parcials, i en aquest cas les sumes parcials d'1 − 2 + 3 − 4 + ... són:
1 = 1,
1 − 2 = −1,
1 − 2 + 3 = 2,
1 − 2 + 3 − 4 = −2,
1 − 2 + 3 − 4 + 5 = 3,
1 − 2 + 3 − 4 + 5 − 6 = −3,
...
Aquesta successió destaca per contenir, a la vegada, cada un dels nombres enters (àdhuc el zero si es compta la suma parcial buida) i, per tant, estableix la numerabilitat del conjunt {\displaystyle \mathbb {Z} } dels enters. Clarament no s'aproxima ni convergeix a cap nombre en particular, per tant 1 − 2 + 3 − 4 + ... divergeix.

## Relacionsheurístiquesde suma
Les explicacions més simples que relacionen a 1 − 2 + 3 − 4 + ... amb el valor 1/4 són extensions de resultats relacionats amb la sèrie 1 − 1 + 1 − 1 + ...

### Estabilitat i linealitat
Com que els termes (1, −2, 3, −4, 5, −6, ...) segueixen un patró simple, es pot expressar en la sèrie 1 − 2 + 3 − 4 + ... com una versió transformada d'ella mateixa i resoldre l'equació resultant per obtenir un valor numèric. Suposant que fos correcte expressar s = 1 − 2 + 3 − 4 + ... per algun nombre s, les següents relacions condueixen a mostrar que s = 1/4:
| s | = 1 − 2 + 3 − 4 + ...                           |
|   | = (1 − 1 + 1 − 1 + ...) + (0 − 1 + 2 − 3 + ...) |
|   | = h − s,                                        |
on h és la "suma" de la sèrie:
| h | = 1 − 1 + 1 − 1 + ...   |
|   | = 1 − (1 − 1 + 1 − ...) |
|   | = 1 − h.                |

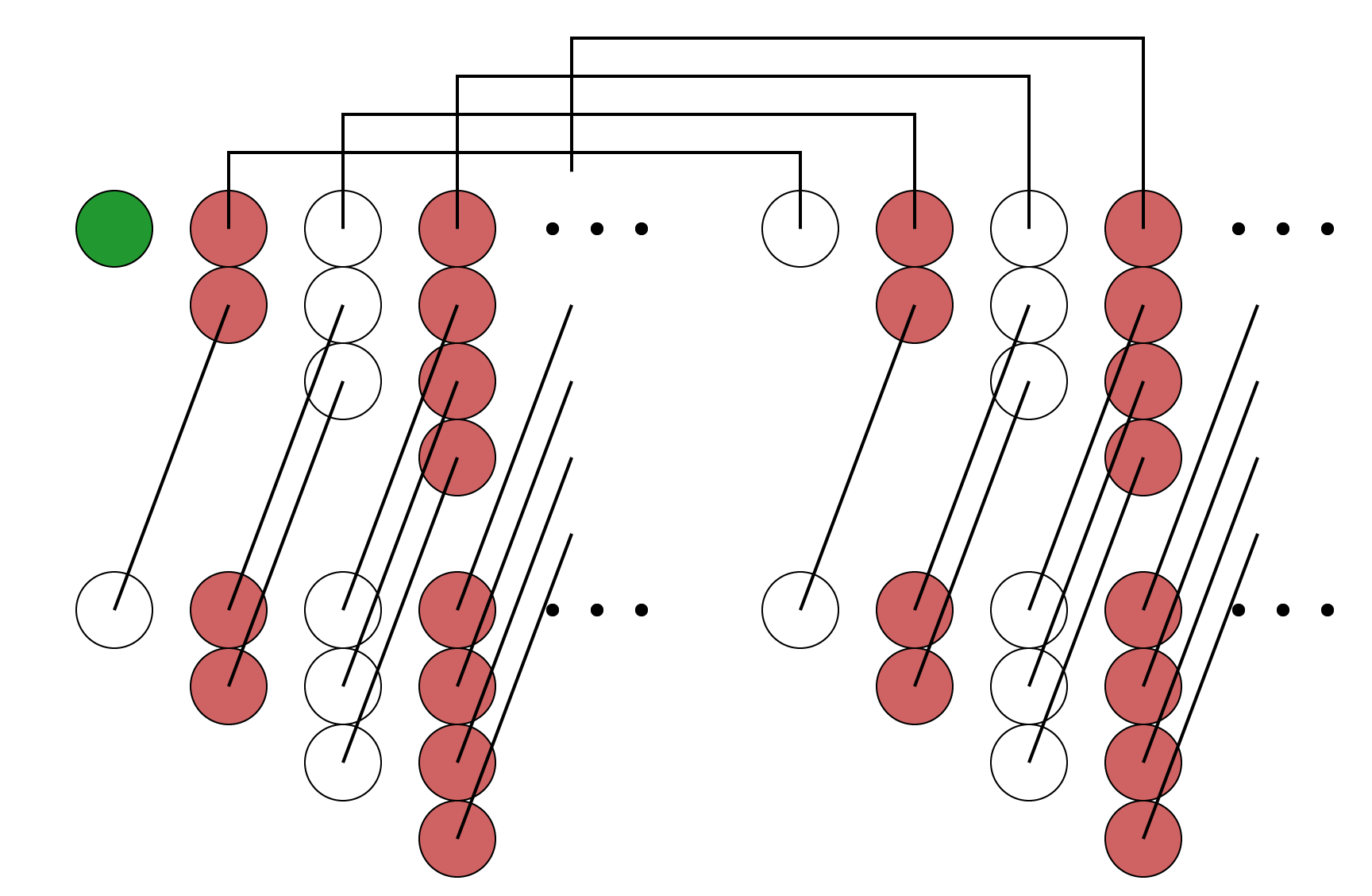
Sumant 4 còpies d'1 − 2 + 3 − 4 + …, utilitzant únicament desplaçaments i sumant terme a terme s'obté 1.

Resolent les equacions h = 1 − h i s = h − s s'obté que h = 1/2 i s = (1/2)h = 1/4.
De manera equivalent, es poden reordenar les equacions per a obtenir (s + s) + (s + s) = h + h = 1, la qual novament implica que s = 1/4; aquesta és la forma que es mostra en l'esquema de la dreta i en l'expressió a continuació:
```
 s = 1 - 2 + 3 - 4 + 5 - 6 +. .. ..
 s = + 1 - 2 + 3 - 4 + 5 -. .. ..
 s = + 1 - 2 + 3 - 4 + 5 -. .. ...
 s = + 1 - 2 + 3 - 4 +. .. .. ..
--------------------------------------------
 4 s = 1 + 0 + 0 + 0 + 0 + 0 +. .. 
```

Si bé la sèrie 1 − 2 + 3 − 4 + ... no té una suma en el sentit usual, l'equació s = 1 − 2 + 3 − 4 + ... = 1/4 pot ser interpretada com la solució més natural en el cas que s'hagués de definir. Una definició generalitzada de "suma" d'una sèrie divergent és anomenat mètode de sumació; existeixen diferents tipus de mètodes alguns dels quals s'expliquen a les seccions següents, els quals es caracteritzen per les propietats que comparteixen amb la suma convencional.
Les manipulacions mostrades prèviament demostren que: donat un mètode de sumació que és lineal i estable, si suma a la sèrie 1 − 2 + 3 − 4 + ... llavors la suma ha de ser 1/4, i aquest mètode també permet sumar a la sèrie de Grandi 1 − 1 + 1 − 1 + ... obtenint el valor 1/2.
Malgrat que el punt de vista explicat en el paràgraf anterior limita els valors que poden agafar les sumes generalitzades d'1 − 2 + 3 − 4 + …, el mateix no indica quins són els mètodes que permetran sumar o no la sèrie. En efecte, alguns mètodes de sumació lineals i estables, com la suma ordinària, no sumen la sèrie 1 − 2 + 3 − 4 + ... En canvi, si s'expressa la sèrie en una forma alternativa com un producte, llavors és possible determinar quins són els mètodes que permeten obtenir 1/4.
A més a més, com que
{\displaystyle {\begin{array}{rcllll}2s&=&&(1-2+3-4+\cdots )&+&(1-2+3-4+\cdots )\\&=&1+&(-2+3-4+\cdots )&+1-2&+(3-4+5-\cdots )\\&=&0+&(-2+3)+(3-4)+(-4+5)+\cdots \\{\frac {1}{2}}&=&&1-1+1-1+\cdots \\\end{array}}}
tal mètode també ha de sumar la sèrie de Grandi com a 1 − 1 + 1 − 1 + ... = 1/2.

### Producte de Cauchy
Ja en 1891, Ernesto Cesàro pensava que les sèries divergents serien incorporades al futur al càlcul matemàtic d'una manera rigorosa indicant que, «Avui ja és possible escriure les expressions (1 − 1 + 1 − 1 + ...)² = 1 − 2 + 3 − 4 + ... i afirmar que en ambdós costats de la igualtat tenen el valor 1/4.» Per Cesàro, aquesta equació era el resultat d'aplicar un teorema que ell havia publicat durant l'any previ, sent identificat com el primer teorema al llarg de la història de les sèries divergents sumables. Els detalls del seu mètode de sumació s'expliquen a les seccions subsegüents; la idea central és que 1 − 2 + 3 − 4 + ... és el producte de Cauchy d'1 − 1 + 1 − 1 + ... amb 1 − 1 + 1 − 1 + ...

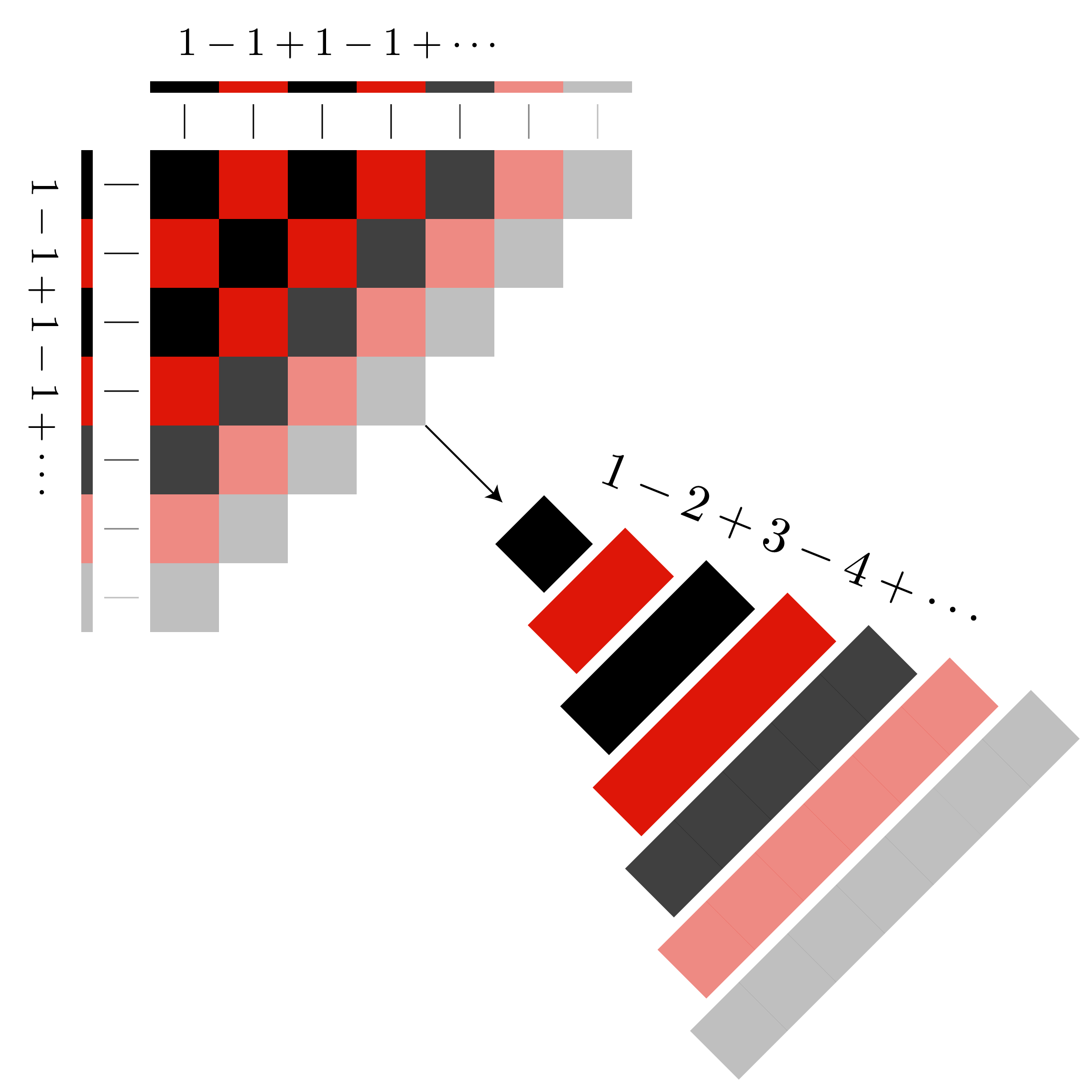
1 − 2 + 3 − 4 + ... expressada com el producte de Cauchy entre dues sèries 1 − 1 + 1 − 1 + ...

El producte de Cauchy de dues sèries infinites es defineix encara que ambdues siguin divergents. En el cas Σan = Σbn = Σ(−1)n, els termes del producte de Cauchy s'obtenen mitjançant la suma de les sumes finites de les diagonals:
{\displaystyle {\begin{array}{rcl}c_{n}&=&\displaystyle \sum _{k=0}^{n}a_{k}b_{n-k}=\sum _{k=0}^{n}(-1)^{k}(-1)^{n-k}\\[1em]&=&\displaystyle \sum _{k=0}^{n}(-1)^{n}=(-1)^{n}(n+1).\end{array}}}
Per tant, la sèrie producte és:
{\displaystyle \sum _{n=0}^{\infty }(-1)^{n}(n+1)=1-2+3-4+\cdots .}
Per tant, els mètodes de sumació que "respecten" el producte de Cauchy de dues sèries i sumen 1 − 1 + 1 − 1 + ... = 1/2, també sumen 1 − 2 + 3 − 4 + ... = 1/4. I en concordança amb els resultats de la secció prèvia açò implica una equivalència entre la sumabilitat d'1 − 1 + 1 − 1 + ... i 1 − 2 + 3 − 4 + …, per mètodes que són lineals, estables i que respecten el producte de Cauchy.
El teorema de Cesàro n'és un exemple subtil. La sèrie 1 − 1 + 1 − 1 + ... és sumable Cesàro en el sentit més feble, anomenat sumable (C, 1), mentre que 1 − 2 + 3 − 4 + · · · requereix l'ús d'una forma més forta del teorema de Cesàro, sent sumable (C, 2). Atès que totes les formes del teorema de Cesàro són lineals i estables, les sumes resulten en els valors indicats prèviament.

## Mètodes específics

### Cesàro i Hölder

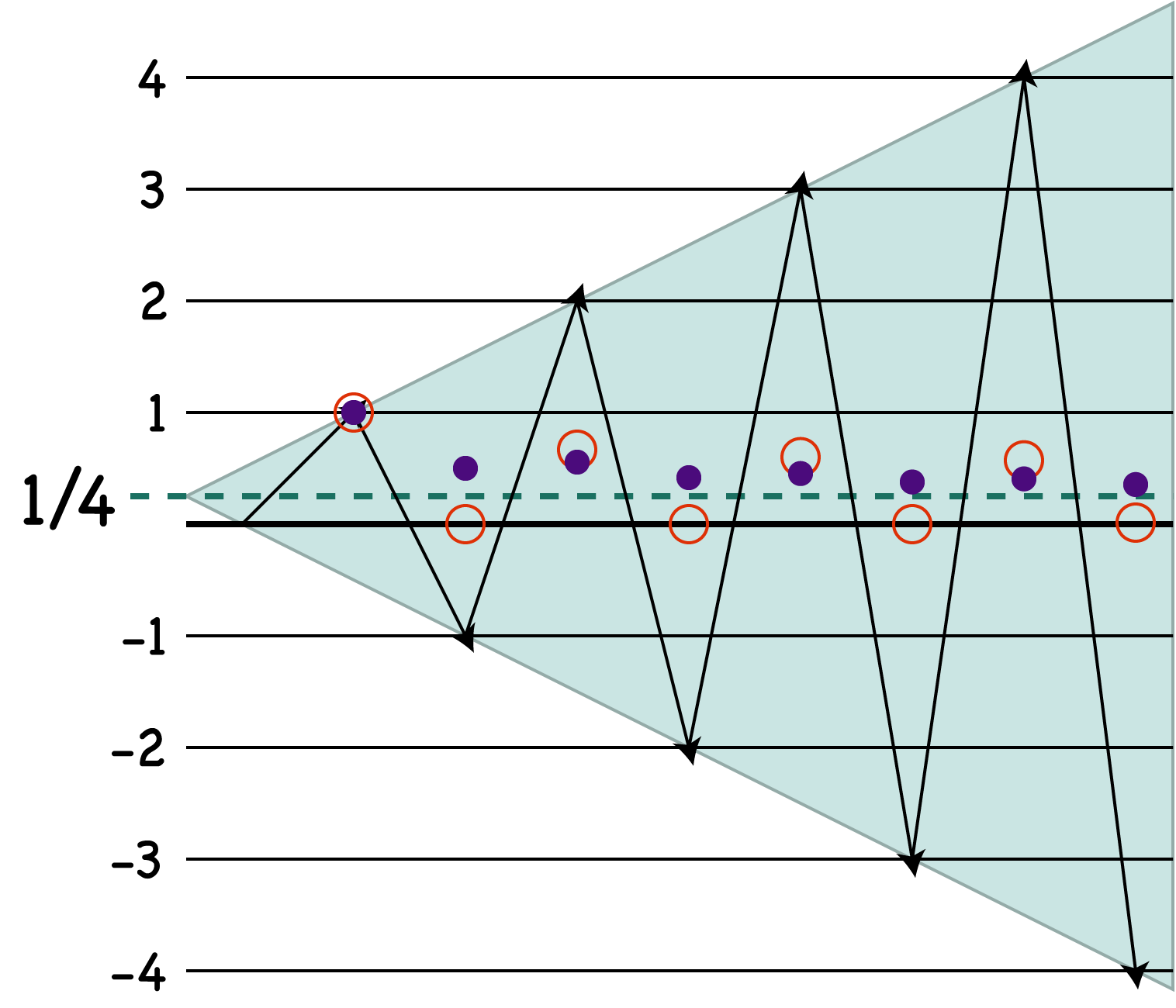
Expressió de la suma (H, 2) d'1/4

Per calcular la sumació de Cesàro, (C, 1) d'1 − 2 + 3 − 4 + …, en el cas que existís, s'ha de calcular la mitjana aritmètica de les sumes parcials dels termes de la sèrie.
Les sumes parcials són:
1, −1, 2, −2, 3, −3, ...
i les mitjanes aritmètiques d'estes sumes parcials que són:
1, 0, 2/3, 0, 3/5, 0, 4/7, ...
Atès que aquesta successió no convergeix llavors es conclou que 1 − 2 + 3 − 4 + ... no és sumable segons el mètode de Cesàro.
Existeixen dues generalitzacions del mètode de sumació de Cesàro: la més simple conceptualment de les dues és la successió dels mètodes (H, n) per nombres naturals n. La suma (H, 1) és la sumació de Cesàro, i els mètodes de major ordre repeteixen el càlcul de les mitjanes. A l'expressió anterior, les mitjanes parelles convergeixen a 1/2, mentre que les mitjanes imparelles són igual a zero, per tant la mitjana de les mitjanes convergeixen al valor mitjà de 0 i 1/2, o sigui 1/4. Per tant, 1 − 2 + 3 − 4 + ... és sumable (H, 2) i dona 1/4.
La "H" s'utilitza en honor d'Otto Hölder, qui fou el primer a demostrar el 1882 el que avui els matemàtics pensen que és la connexió entre la sumació d'Abel i la sumació (H, n); el seu primer exemple fou 1 − 2 + 3 − 4 + … El fet que 1/4 sigui la suma (H, 2) d'1 − 2 + 3 − 4 + ... garanteix que també és la suma d'Abel; fet que es demostra a la següent secció.
L'altra generalització coneguda de la sumació de Cesàro és la successió dels mètodes (C, n). S'ha demostrat que la sumació (C, n) i la sumació (H, n) sempre donen els mateixos resultats, malgrat que tenen diferents rerefons històrics. El 1887, Cesàro va estar molt a prop de desenvolupar la definició de la sumació (C, n), però només va donar uns pocs exemples, incloent 1 − 2 + 3 − 4 + …, que la va sumar obtenint el valor 1/4 per un mètode que podria ser interpretat com a (C, n,) però que no fou justificat com a tal en aquell moment. El 1890 Cesàro definí formalment als mètodes (C, n) per tal d'establir la demostració del seu teorema, el qual diu que el producte de Cauchy d'una sèrie sumable (C, n) i una sèrie sumable (C, m) és una sèrie sumable (C, m + n + 1).

### Sumació d'Abel

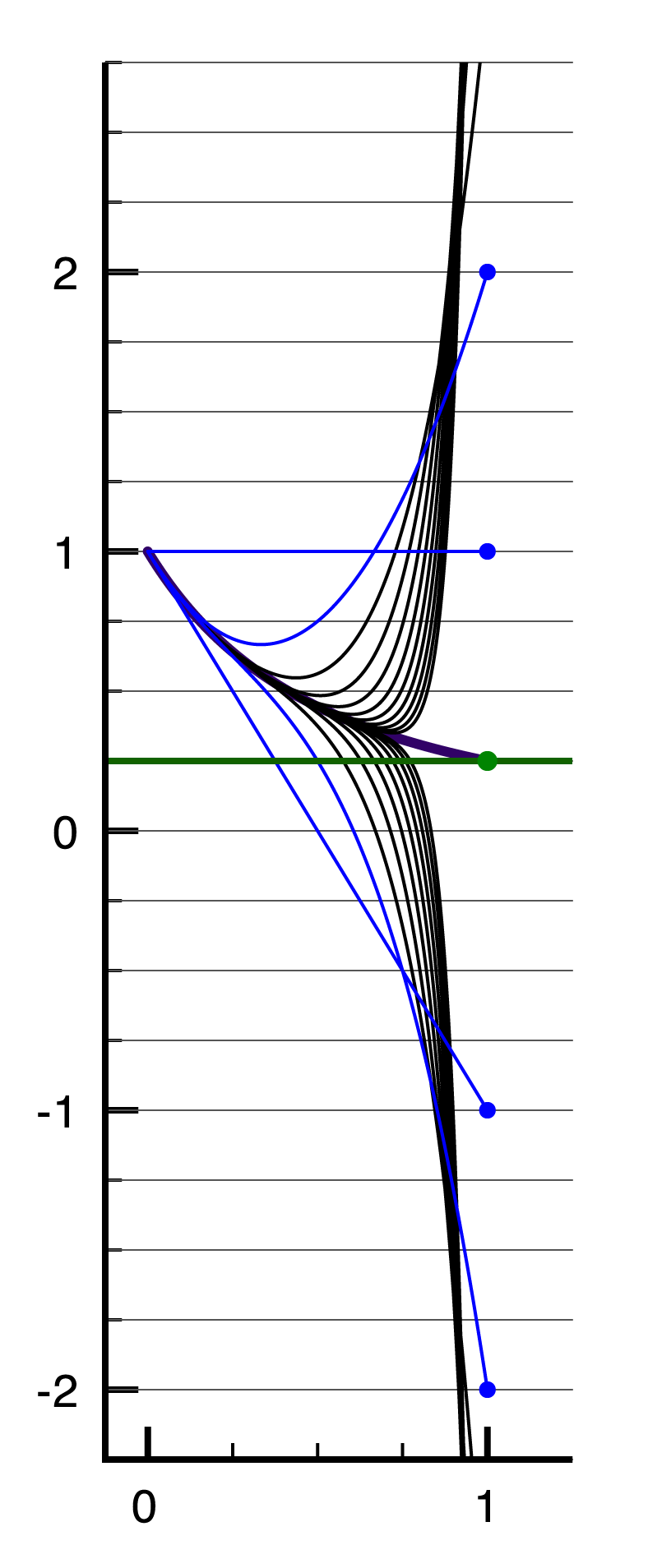
Alguns parcials de 1−2x+3x²+...; 1/(1 + x)²; i límits a 1.

En un treball que Leonhard Euler escriu cap al 1749, admet que la sèrie divergeix, però de totes maneres fa tots els possibles per sumar-la:
| « | ... sembla una paradoxa dir que la suma de la sèrie 1 − 2 + 3 − 4 + 5 − 6 etc. obté el valor 1/4. Ja que quan sumem els primers 100 termes de la sèrie s'obté el valor –50, mentre que la suma dels primers 101 termes obté el valor +51, la qual cosa és molt diferent d'1/4 i la suma és cada vegada major a mesura que augmenta el nombre de termes que se sumen. És per això que des de fa temps he arribat a la conclusió que és necessari donar a la paraula suma un significat més ampli… | » |

En diferents oportunitats Euler va proposar una generalització de la paraula "suma". Les seves idees pel cas d'1 − 2 + 3 − 4 + …, són similars al que avui es coneix com a sumació d'Abel:
| « | ... ja no queda cap dubte que la suma de la sèrie 1 − 2 + 3 − 4 + 5 - 6 etc. és 1/4; doncs sorgeix de l'expansió de la fórmula 1/(1+1)², el valor de la qual és incontestablement 1/4. És possible aclarir el concepte si es considera la sèrie general 1 − 2x + 3x² − 4x3 + 5x4 − 6x⁵ + &c. que s'obté al expandir l'expressió 1/(1+x)², que és igual a la sèrie si s'assigna x = 1. | » |

Existeixen diferents formes de comprovar que, almenys per valors absoluts |x| < 1, Euler no està errat en afirmar que:
{\displaystyle 1-2x+3x^{2}-4x^{3}+\cdots ={\frac {1}{(1+x)^{2}}}.}
Per exemple, si es calcula el desenvolupament en sèrie de Taylor del costat dret de la igualtat, o s'aplica el formalisme de la divisió polinominal. Començant des del costat esquerre, es pot seguir la heurística general indicada prèviament i provar de multiplicar per (1+x) dos cops o elevar al quadrat la sèrie geomètrica 1 − x + x² − ... Sembla que Euler suggereix calcular la derivada d'aquesta última sèrie terme a terme.
Des d'un punt de vista modern, la sèrie 1 − 2x + 3x² − 4x3 + ... no defineix una funció a x = 1, per tant aquest valor no pot ser substituït a l'expressió resultant. A causa del fet que la funció està definida per tot |x| < 1, per tant és possible calcular el límit quan x tendeix a 1, i aquesta és precisament la definició de la suma d'Abel:
{\displaystyle \lim _{x\rightarrow 1^{-}}\sum _{n=1}^{\infty }n(-x)^{n-1}=\lim _{x\rightarrow 1^{-}}{\frac {1}{(1+x)^{2}}}={\frac {1}{4}}.}

### Euler i Borel

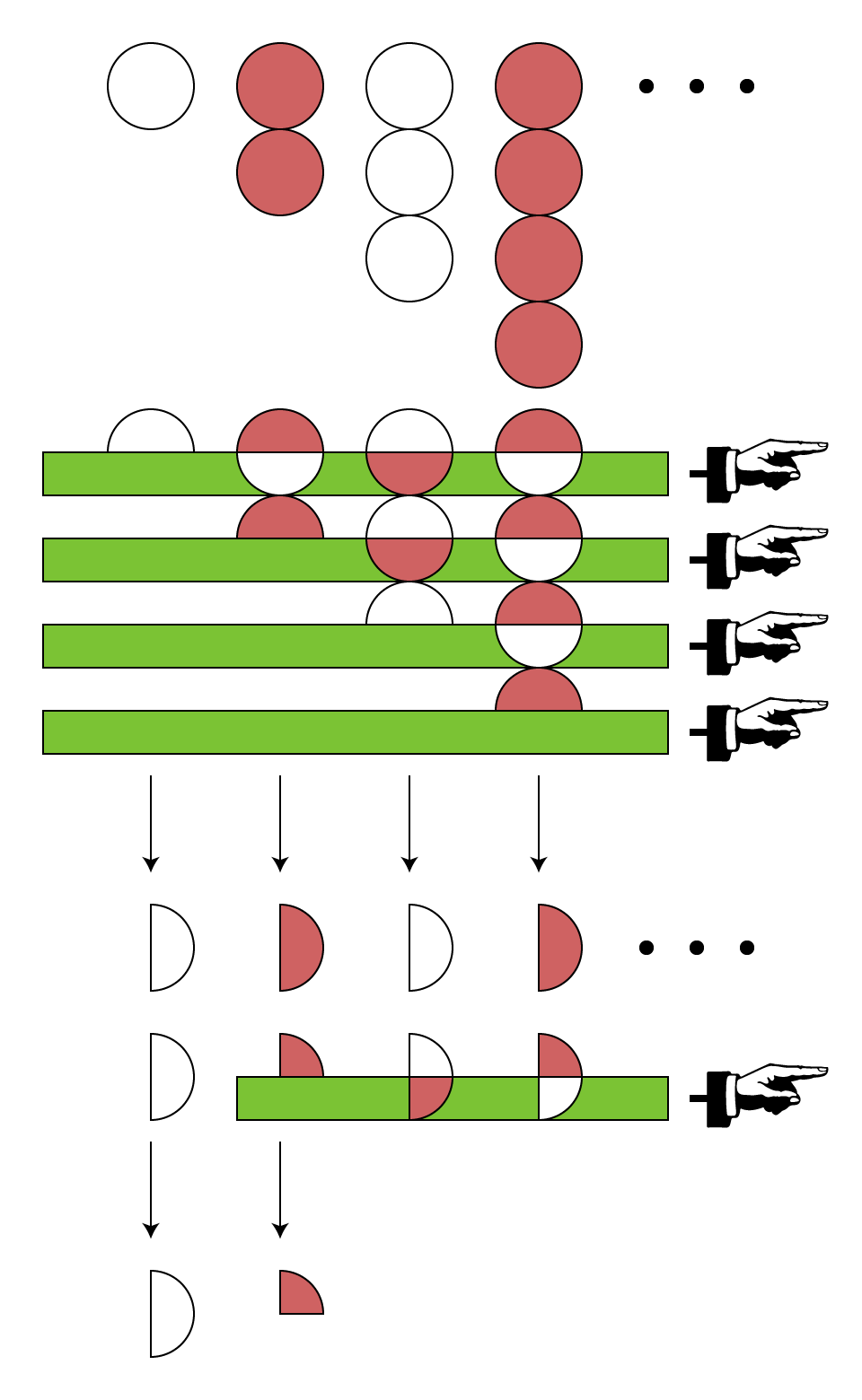
Sumació d'Euler a 1/2 − 1/4

Euler també va aplicar a les sèries una altra tècnica de la seva invenció: la transformada d'Euler. Per calcular la transformada d'Euler es comença per la successió de termes positius que formen la sèrie alternada: En aquest cas 1, 2, 3, 4, ... Al primer element d'aquesta successió se l'anomena a0.
Llavors s'obté la successió de les diferències anteriors d'1, 2, 3, 4, ...; que és 1, 1, 1, 1, ... Al primer element d'aquesta successió se l'anomena Δa0. La transformada d'Euler depèn també de les diferències de les diferències, i iteracions de major ordre, però totes les diferències subseqüents d'1, 1, 1, 1, ... són 0. La transformada d'Euler d'1 − 2 + 3 − 4 + ... es defineix com:
{\displaystyle {\frac {1}{2}}a_{0}-{\frac {1}{4}}\Delta a_{0}+{\frac {1}{8}}\Delta ^{2}a_{0}-\cdots ={\frac {1}{2}}-{\frac {1}{4}}.}
Utilitzant terminologia moderna, es diu que 1 − 2 + 3 − 4 + ... és Euler sumable, i dona 1/4.
La sumació d'Euler implica també un altre tipus de sumació. Representant 1 − 2 + 3 − 4 + ... com:
{\displaystyle \sum _{k=0}^{\infty }a_{k}=\sum _{k=0}^{\infty }(-1)^{k}(k+1),}
s'obté la sèrie totalment convergent associada:
{\displaystyle a(x)=\sum _{k=0}^{\infty }{\frac {(-1)^{k}(k+1)x^{k}}{k!}}=e^{-x}(1-x).}
La suma de Borel d'1 − 2 + 3 − 4 + ... per tant és:
{\displaystyle \int _{0}^{\infty }e^{-x}a(x)\,dx=\int _{0}^{\infty }e^{-2x}(1-x)\,dx={\frac {1}{2}}-{\frac {1}{4}}.}

### Separació d'escales
Saichev i Woyczyński arriben a 1 − 2 + 3 − 4 + ... = 1/4 utilitzant només dos principis físics: relaxació infinitesimal i separació d'escales. En realitat, aquests principis els permeten definir una família ampla de "mètodes de sumació-φ", els quals donen tots com a suma de la sèrie el valor 1/4:
- Si φ(x) és una funció tal que les seves derivades primera i segona són contínues i integrables a l'interval (0, ∞), amb φ(0) = 1 i sent zero el valor dels límits de φ(x) i de xφ(x) a +∞, llavors[13]

{\displaystyle \lim _{\delta \downarrow 0}\sum _{m=0}^{\infty }(-1)^{m}(m+1)\varphi (\delta m)={\frac {1}{4}}.}
Aquest resultat generalitza la sumació d'Abel, que correspon al cas φ(x) = exp(−x). L'expressió general es pot demostrar aparellant els termes de la sèrie sobre m i convertint l'expressió en una integral de Riemann. Per aquest últim pas, la demostració corresponent per 1 − 1 + 1 − 1 + ... utilitza el teorema del valor mitjà, però aquí cal el teorema de Taylor amb el terme complementari expressat en la forma de Lagrange (que és una generalització del teorema del valor mitjà).

## Generalitzacions

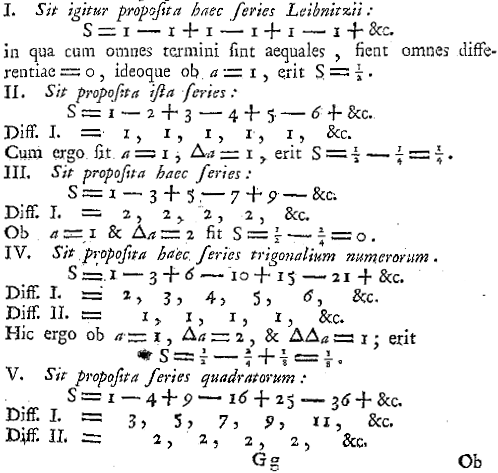
Euler suma diverses sèries relacionades amb 1 − 2 + 3 − 4 + ... Institutiones (1755)

El producte de Cauchy triple d'1 − 1 + 1 − 1 + ... és 1 − 3 + 6 − 10 + …, la sèrie alternada dels nombres triangulars; la seva suma d'Abel i d'Euler és 1/8. El producte de Cauchy quart d'1 − 1 + 1 − 1 + ... és 1 − 4 + 10 − 20 + …, la sèrie alternada dels nombres tetraèdrics, suma del qual d'Abel és 1/16.
Una altra generalització d'1 − 2 + 3 − 4 + ... en una direcció lleugerament diferent és la sèrie 1 − 2n + 3n − 4n + ... per valors de n diferents d'1. Per n pertanyent als nombres enters positius aquestes sèries tenen les següents sumes d'Abel:
{\displaystyle 1-2^{n}+3^{n}-\cdots ={\frac {2^{n+1}-1}{n+1}}B_{n+1}}
on Bn són els nombres de Bernoulli. Per n parells, això es redueix a:
{\displaystyle 1-2^{2k}+3^{2k}-\cdots =0.}
Aquesta última suma va ser ridiculitzada per Niels Henrik Abel el 1826:
| « | Les sèries divergents són un invent del diable, i és una vergonya que hom gosi basar-s'hi. Mitjançant el seu ús és possible extreure la conclusió que es desitgi i aquesta és la raó per la qual aquestes sèries han estat l'origen de tantes falsedats i paradoxes. És que algú pot pensar en quelcom de més descoratjador que dir que: 0 = 1 − 2n + 3n − 4n + etc.: on n és un nombre positiu. Col·legues, heus ací una cosa de la qual ens en podem riure. | » |

Eugène Charles Catalan, el mestre de Cesàro, també menyspreava a les sèries divergents. Sota la influència de Catalan, Cesàro inicialment es referia a les "fórmules convencionals" per 1 − 2n + 3n − 4n + ... com "igualtats absurdes", i el 1883, Cesàro manifestava el punt de vista acceptat per aquella època que les fórmules eren falses, però tot i així d'alguna manera útils formalment. Finalment, al seu treball Sur la multiplication des series, publicat el 1890, Cesàro va adoptar un punt de vista modern començant per les definicions.
La sèrie també ha estat estudiada per valors no enters de n: aquestes produeixen la funció eta de Dirichlet. Una part de la motivació d'Eular per estudiar sèries relacionades amb 1 − 2 + 3 − 4 + ... era l'equació funcional de la funció eta, la qual porta directament a l'equació funcional de la funció zeta de Riemann. Euler ja havia esdevingut famós per haver trobat els valors d'aquestes funcions per enters parells positius (incloent-hi el problema de Basilea) i va intentar trobar els valors per enters senars positius (incloent-hi la constant d'Apéry): aquest darrer problema encara roman sense resoldre avui en dia. Amb la funció eta, en particular, és més fàcil treballar-hi amb els mètodes d'Euler perquè la seva sèrie de Dirichlet és sumable per Abel completament; la sèrie de la funció zeta de Dirichlet és molt més complicada de sumar on divergeix. Per exemple, l'homòleg de 1 − 2 + 3 − 4 + ... en la funció zeta és la sèrie no-alternant 1 + 2 + 3 + 4 + ..., que té importants aplicacions en física moderna i requereix mètodes més sofisticats per fer la suma.